# Wolne Harcerstwo
Wolne Harcerstwo – ruch harcerski założony przez młodego działacza Polskiej Partii Socjalistycznej instruktora tarnowskiego i krakowskiego harcerstwa Adama Ciołkosza na początku 1921, skupiający harcerzy starszych (dzisiejszych pełnoletnich wędrowników).
W obszernych programowych listach otwartych, skierowanych do starszych harcerzy, przedstawił on tezę o konieczności odnowy harcerstwa, przywrócenie mu charakteru ruchu, a nie organizacji, likwidacji biurokracji, skostniałych form przysłaniających treść, dogmatyzmu i krępowania indywidualności. Proponował decentralizację. Rolą kierownictwa miało być wlewanie myśli twórczej w ruch harcerski, jego ożywianie.
Wolne Harcerstwo było ruchem demokratyczno-lewicowym, wyczulonym na problemy biedniejszych warstw społecznych, pracującym w środowiskach robotniczych. Adam Ciołkosz postulował objęcie zasięgiem harcerstwa młodzieży robotniczej, rzemieślniczej, wiejskiej i zaniedbanej. Do pracy z tą młodzieżą zalecał skierować szkolną młodzież inteligencką.
Widział konieczność rozpropagowania zdobywania stopni, ułatwienie ich zdobywania młodszym harcerzom, jednak bez obniżania ich poziomu. W tym celu zalecał uprzystępnić i dostosować do poziomu młodzieży czasopisma i podręczniki harcerskie.
Ideologię harcerską Ciołkosz streszczał hasłem "przez Polskę – do ludzkości". Braterstwo skautowe miało być krokiem ku braterstwu ludzkości. Był przeciwnikiem klerykalizacji i militaryzacji harcerstwa.
Wolne Harcerstwo może być uważane za protoplastę ruchu wędrowniczego. Ciołkosz był zdecydowanym przeciwnikiem militaryzmu w harcerstwie. Kluczową zaś rolę przeznaczał nauce współżycia z naturą. Indianizm i wzorce zaczerpnięte z Ernesta Thompsona Setona proponował zaadaptować na rodzimą słowiańszczyznę. Istotą Setonowskiego woodcraftu/indianizmu jest powrót do przyrody i przeżywanie w sobie jej prawdy, piękna i dobra.

## Stosunek do ZHP
W swych założeniach Wolne Harcerstwo nie miało rozbijać Związku Harcerstwa Polskiego, gdyż nie tworzyło nowego zrzeszenia lub związku, a było wyłącznie ośrodkiem ideowym, skupiającym starszych harcerzy. Wolnym harcerzem (lub harcerką) mógł być każdy harcerz pozostający zarówno już poza ramami istniejącej organizacji harcerskiej, jak też członek ZHP. Warunkiem jest to, że pragnął w dalszym ciągu służyć wielkim harcerskim ideałom prawdy, piękna i dobra, sposobami które on sam uznał za stosowne i zmierzające do tego celu. Dlatego przynależność do ZHP nie mogła być przeszkodą w należeniu do Wolnego Harcerstwa.

## Zasady
W Wolnym Harcerstwie nie ma żadnych  ustaw ani regulaminów, nie ma stopni ani pod- ani nadrzędnych, nie ma żadnej egzekutywy, żadnej upełnomocnionej reprezentacji. Istnieje tylko jeden rodzaj odpowiedzialności: przed samym sobą. Wolne Harcerstwo nie krępuje wolnych harcerzy żadnym sformułowanym programem ideologii harcerskiej, w szczególności nie narzuca im urzędowego prawa harcerskiego, choć i nie nakazuje go odrzucić. By być "wolnym harcerzem", wystarczy sam fakt poczuwania się do łączności z ruchem harcerskim i przynależności do świata idei harcerskiej.

## Odznaka
Dla współczesnych wędrowników ciekawa będzie symbolika wolnoharcerskiej odznaki: trzy okręgi wpisane w siebie (jeden w drugi), styczne w jednym punkcie, z tego punktu wybucha trójlistny płomień przepleciony z okręgami. Jest to trójjednia: Prawda, Piękno i Sprawiedliwość, trzy elementy ludzkiego ducha, identyczne ze sobą i jedno tworzące. Okrąg to symbol doskonałości, płomienie to żarliwość w służbie ideałom własnej duszy, świętego uniesienia i ofiary. Trójjednia śnieżnobiała, tło czerwone – razem podkreślają Polskość. Czerwone tło ma też symbolizować świat pracy – jedynego kryterium wartościowania przyszłego ustroju świata.

## Płomienie
Czynnikiem porozumiewawczym i łącznością ruchu miało być czasopismo. Istotnie, w latach 1921–1923 ukazywały się "Płomienie". Znanym współpracownikiem ruchu i "Płomieni" był Alojzy Pawełek.

## I Zjazd Wolnych Harcerzy
W dniach 29 czerwca - 30 czerwca 1922 roku odbył się pierwszy zjazd Wolnych Harcerzy, wzięło w nim udział 80 starszych harcerzy i instruktorów. Obecni też byli niezwiązani z ruchem członkowie ZHP, Harcerza Polskiego, Haszomer Hacair, i niemieckiego ruchu młodzieżowego w Polsce. Zjazd był wyrazem międzynarodowej solidarności młodzieży, bardzo istotnej w idei Wolnego Harcerstwa, realizacją "miłości urzeczywistniającej idee światowego pokoju i światowej rodziny narodów". Postulowano propagować i wprowadzić w światowym ruchu skautowym esperanto. W Polsce postulowano utworzyć Radę Harcerską Rzeczypospolitej Polskiej, z równoprawnym udziałem wszystkich należących do niej organizacji, dla wymiany informacji, wyjaśniania nieporozumień i wspólnej organizacji akcji.
Jednak na tym samym zjeździe zaczął się rysować rozłam. Grupa instruktorów z Leonem Jankowskim na czele, nastawiona radykalnie lewicowo, zaczęła dążyć do przekształcenia apolitycznego ruchu w organizację o zdecydowanie politycznym charakterze. Postulowała zakończenie okresu autonomii ruchu w ZHP i stworzenie organizacji z ZHP zrywającej. Ciołkosz i inny ideolog Wolnego Harcerstwa Stanisław Jerschina byli temu zdecydowanie przeciwni.

## II Zjazd Wolnych Harcerzy
Przed II Zjazdem Wolnego Harcerstwa środowiska warszawskie, łódzkie, krakowskie, lwowskie, kaliskie, tarnowskie i kilka innych wystąpiły z ZHP. Postępowała też radykalizacja poglądów, pod wpływem instruktorów związanych z coraz aktywniejszymi w Polsce komunistami (m.in. Jankowskiego). Wobec takiej zmiany, niektórzy sympatycy, w tym Alojzy Pawełek, zdecydowanie odcięli się od Wolnego Harcerstwa.
Na zjeździe krakowskim (1-2 lipca 1923) dwa nurty zdecydowanie się starły. Jankowski krytykował puszczaństwo, twierdząc, że w można dzięki niemu wychować dzielnych ludzi, ale nie zmieni się ustroju. Optował za pacyfizmem, walką o sprawiedliwość społeczną i internacjonalizmem. Ostatecznie uchwałom zjazdu daleko było do komunistycznego radykalizmu, jednak ogłoszono powstanie Zjednoczenia Wolnego Harcerstwa jako federacji grup ideowych i terytorialnych i zadeklarowano "najściślejszą łączność z ruchem proletariatu walczącego o swe wyzwolenie społeczne, (...) jesteśmy przeciwko militaryzmowi i wojnom, jako narzędziom kapitalizmu, (...) przeciwko szałom nacjonalizmu i nienawiści plemiennej".
Na zjeździe stworzyło własne struktury organizacyjne: Radę Główną i Komitet Wykonawczy, większość apolitycznych instruktorów z Adamem Ciołkoszem, opuściło Wolne Harcerstwo.
Tymczasem nowa lewicowa organizacja harcerska Zjednoczenie Wolnego Harcerstwa, została rozwiązana decyzją władz państwowych w 1924, na skutek konfliktu w jego kierownictwie.
Do tradycji Wolnego Harcerstwa nawiązywały późniejsze organizacje młodzieżowe działające w Polsce międzywojennej: Pionier oraz Czerwone Harcerstwo Towarzystwa Uniwersytetu Robotniczego.